# Holomelina rosa
Holomelina rosa är en fjärilsart som beskrevs av French 1890. Holomelina rosa ingår i släktet Holomelina och familjen björnspinnare. Inga underarter finns listade i Catalogue of Life.